# Ian Gray (cầu thủ bóng đá Anh)
Ian James Gray (sinh ngày 25 tháng 2 năm 1975 ở Manchester) là một cựu cầu thủ bóng đá người Anh, có 163 lần ra sân ở Football League ở vị trí thủ môn thi đấu cho Rochdale, Stockport County, Rotherham United và Huddersfield Town.
Ông buộc phải giải nghệ sớm năm 2004 lúc 29 tuổi vì gãy tay trong trận đấu tại Vòng 1 Cúp FA trước Accrington Stanley khi thi đấu cho Huddersfield Town.